# Compagnie Tunisienne de Navigation
Compagnie Tunisienne de Navigation (abbreviato in CTN o CoTuNav) è la compagnia di navigazione statale tunisina.

## Storia

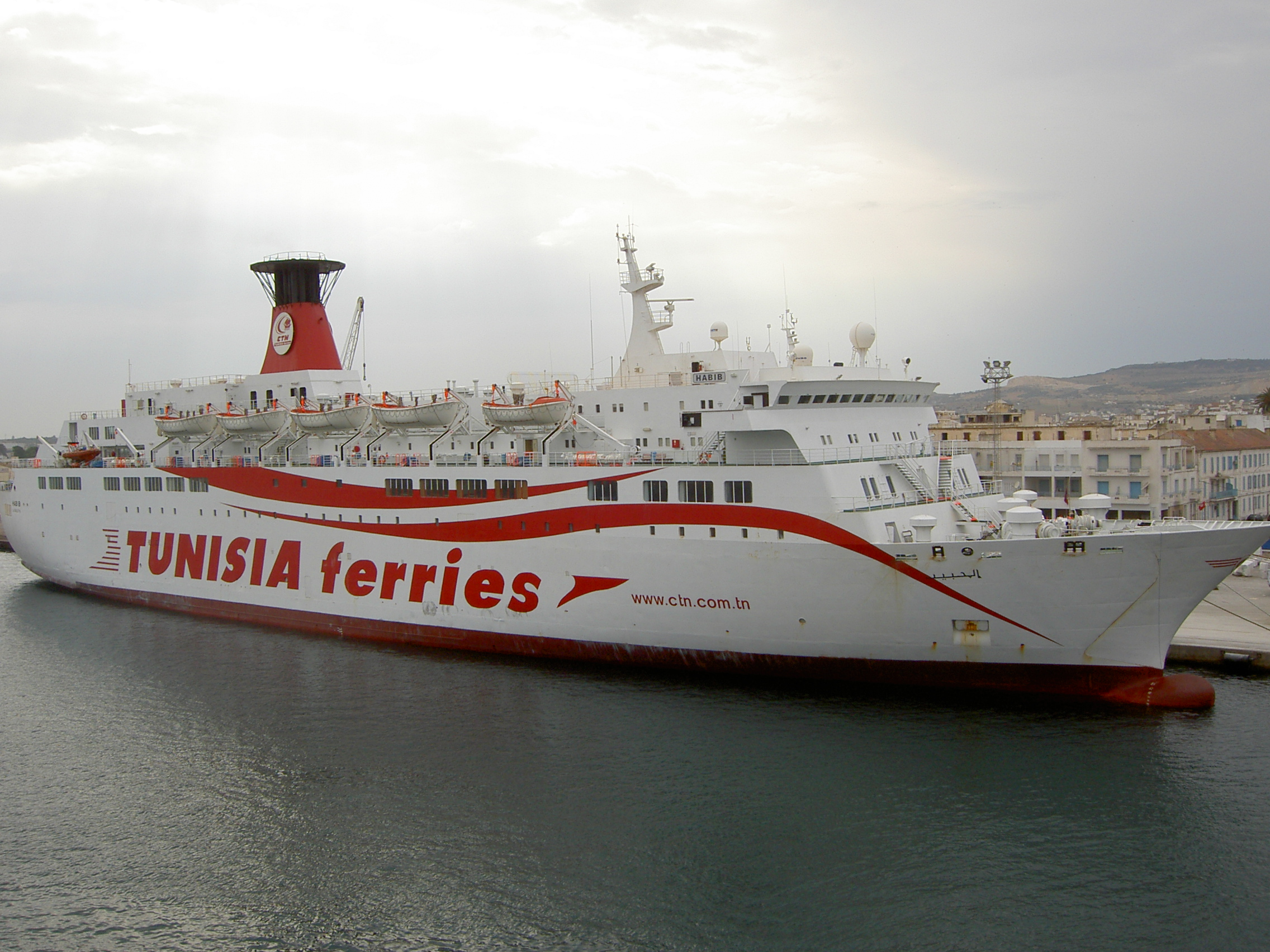
L'Habib a Biserta nel 2008.

La compagnia fu fondata il 7 marzo 1959 e iniziò l'attività aprendo dei collegamenti regolari tra la Tunisia e i porti di Marsiglia e Rouen, ai quali furono aggiunti negli anni successivi scali in Italia, Germania, Spagna e Olanda. Nel 1978 entrò in servizio il primo traghetto di proprietà della compagnia, l'Habib, che fu impiegato tra Tunisi, Genova e Marsiglia. Negli anni successivi la CoTuNav espanse gradualmente la propria flotta, ricorrendo frequentemente al noleggio sia di navi merci che di traghetti passeggeri, come la Carlo R. (dal 1990 al 1992) e la Dame M (dal 1996 al 1998).
A fine anni '90 la flotta fu interessata da un radicale rinnovamento, che comportò l'acquisto di due ro-ro merci (Ulysse e Salammbo 7) nel 1997 e del traghetto passeggeri Carthage nel 1999 e la vendita di sei unità ritenute obsolete. Nel 2002 furono chiuse le linee cargo verso il Nord Europa, mentre nel 2010 furono acquistati i ro-ro merci gemelli Elyssa e Amilcar, in precedenza appartenenti alla Norfolkline.
Nel 2012 la CoTuNav mise in servizio tra Tunisi, Marsiglia e Genova la nuova nave traghetto Tanit, fermando la Habib e interrompendo la pratica di affiancare alle proprie navi un traghetto noleggiato da altre compagnie (in particolare l'El. Venizelos della greca Anek Lines).

## Flotta
| Tipo            | Nave          | Anno costruzione | Entrata in servizio per la compagnia | Stazza | Rotta                                     | Note                           |
| --------------- | ------------- | ---------------- | ------------------------------------ | ------ | ----------------------------------------- | ------------------------------ |
| Ro-Ro           | Kraftca       | 2005             | 2025                                 | 28.289 |                                           | Noleggiato da Transfennica     |
| Ro-Ro           | Stena Shipper | 2012             | 2019                                 | 29.429 | Tunisi ↔ Livorno, Tunisi ↔ Genova         | Noleggiato da Stena Line Ro-Ro |
| Ro-Ro           | Leevsten      | 2019             | 2020                                 | 32.887 | Tunisi ↔ Livorno, Tunisi ↔ Genova         | Noleggiata da Siem Roro        |
| Ro-Ro           | Ulysse        | 1997             |                                      | 17.907 | Tunisi ↔Marsiglia Livorno Tunisi ↔ Genova |                                |
| Ro-Ro           | Salammbo      | 1997             | Tunisi ↔ Livorno, Tunisi ↔ Genova    | 17.907 |                                           |                                |
| Cruise Ferry    | Carthage      | 1999             | 1999                                 | 32298  | Tunisi ↔ Genova, Tunisi ↔ Marsiglia       |                                |
| Cruise Ferry    | Tanit         | 2012             | 2012                                 | 52645  | Tunisi ↔ Genova, Tunisi ↔ Marsiglia       |                                |
| Traghetto ro-ro | Elyssa        | 2000             | 2010                                 | 22900  | Tunisi ↔ Genova, Tunisi ↔ Marsiglia       |                                |
| Traghetto ro-ro | Amilcar       | 2000             | 2010                                 | 22900  | Tunisi ↔ Genova, Tunisi ↔ Marsiglia       |                                |